# Superagente K9
Superagente K9 (K-9 en V.O.) es una comedia de acción de 1989 protagonizada por James Belushi y Mel Harris. El film fue dirigido por Rod Daniel y escrito por Steven Siegel y Scott Myers.

## Argumento
Michael Dooley (James Belushi) es un detective temperamental de la Policía de San Diego quien investiga a Lyman, un traficante internacional de drogas (Kevin Tighe). Como ayuda, el sargento Brannigan (Ed O'Neill) le hace entrega de Jerry Lee, un perro policía de raza Pastor Alemán adiestrado para la detección de estupefacientes.
Los dos intentan dar caza a Lyman y llevarle a prisión, pero pronto Dooley descubre que su perro, aparte de ser travieso es más listo de lo que cree y que solo actúa cuando quiere.

## K9
En inglés K9 se pronuncia exactamente igual que la palabra canine (/ˈkeɪ.naɪn/), y su significado es superagente canino. Esta curiosidad del guion se pierde en la traducción al español.

## Reparto
- James Belushi es Detective Michael Dooley.
- Mel Harris es Tracy.
- Kevin Tighe es Lyman.
- Ed O'Neill es Sgt. Brannigan
- James Handy es Tte. Byers
- Daniel Davis es Halstead.
- Cotter Smith es Gilliam.
- John Snyder es Freddie.
- Pruitt Taylor Vince es Benny the Mule.
- Sherman Howard es Dillon.
- Jeff Allin es Chad.
- David Haskell es Doctor.
- Alan Blumenfeld es Rental Salesman.
- William Sadler es Salesman Don.
- Dan Castellaneta as Maitre D' (Cameo).

## Secuela
La película tiene dos secuelas que salieron directo a vídeo tituladas K-911 (1999) y K9 PI (2002).